# Garra cambodgiensis
Garra cambodgiensis är en fiskart som först beskrevs av Tirant, 1883.  Garra cambodgiensis ingår i släktet Garra och familjen karpfiskar. IUCN kategoriserar arten globalt som livskraftig. Inga underarter finns listade i Catalogue of Life.